# 外岡游擊隊紀念館
外岡游擊隊紀念館是中華人民共和國上海市嘉定區外岡鎮楊甸村的一個紀念場館，紀念對象是外岡游擊隊。紀念館於2008年7月建成開放。2009年被評為嘉定區愛國主義教育基地。

## 外岡游擊隊
1938年，時值第二次中日戰爭，嘉定外岡人呂炳奎組建楊甸民眾抗日自衛隊攻擊日本佔領當局，外界稱之為外岡游擊隊。後來該游擊隊併入江南抗日義勇軍。